# Ђоко Зајков
Ђоко Зајков (мкд. Ѓоко Зајков; Скопље, 10. фебруара 1995) македонски је фудбалер који тренутно наступа за Шарлроу и репрезентацију Северне Македоније.

## Репрезентативна статистика
Ажурирано 22. јуна 2021.
| Северна Македонија | Северна Македонија | Северна Македонија |
| Године             | Наступа            | Голова             |
| ------------------ | ------------------ | ------------------ |
| 2016.              | 1                  | 0                  |
| 2017.              | 4                  | 0                  |
| 2018.              | 4                  | 0                  |
| 2019.              | 3                  | 0                  |
| 2020.              | 5                  | 1                  |
| 2021.              | 0                  | 0                  |
| Укупно             | 17                 | 1                  |

### Голови за репрезентацију
| #  | Датум             | Место                  | Противник | Гол   | Резултат | Такмичење   |
| -- | ----------------- | ---------------------- | --------- | ----- | -------- | ----------- |
| 1. | 11. октобар 2020. | Арена А. Ле Кок, Талин | Естонија  | 3 : 3 | 3 : 3    | Лига нација |

## Трофеји, награде и признања

### Екипно
Работнички
- Прва лига Македоније : 2013/14.[5]
- Куп Македоније : 2013/14.[5]